# Лебедині острови
Лебедині острови, Сари́-Бола́т (крим. Sarı Bolat adaları) — архіпелаг, розташований біля північно-західних берегів Криму, у Каркінітській затоці Чорного моря. Архіпелаг є ланцюжком піщано-черепашкових островів загальною площею 57 гектарів, який тягнеться близько десяти кілометрів.
На Лебединих островах мешкають близько 250 видів птахів, це одне з найбільших місць гніздування та зимівлі водно-болотних птахів на півдні України.
Острови входять до складу заповідника Лебедині острови, який є орнітологічною філією Кримського природного заповідника. Зважаючи на велике природоохоронне значення, територію Каркінітської затоки, де знаходяться Лебедині острови віднесено до Рамсарських угідь і оголошено водно-болотним угіддям міжнародного значення.

## Назва
Історична назва островів — Сари-Болат, проте, після депортації кримських татар 1944 року стала вживатися російська назва — Лебедині острови, хоча офіційно острови не були перейменовані. Кримськотатарською sarı — жовтий, рудий; bolat — сталь, також можливо ім'я чи родова назва. Зустрічається варіант перекладу «золотий клинок».
Російську назву островам надав німецький вчений Браулер, який побував тут наприкінці XIX століття і побачив величезну кількість білих лебедів-шипунів. Браулер вважав, що тут знаходяться їхні місця гніздування.

## Географія і клімат
Лебедині острови розташовані біля північно-західного узбережжя Криму в Каркінітській затоці Чорного моря. До складу заповідної території входить 6 островів, які вишикувалися на 8 км вздовж берегів Криму з південного заходу на північний схід. Острови від Криму і один одного відокремлені мілководними протоками. Ці невеликі острови складені піщано-черепашковими наносами і схильні до постійних змін своєї конфігурації. Час від часу відбувається навіть зміна числа островів. Висота островів над рівнем моря не перевищує 1-2 метрів. Найбільший з островів — четвертий: близько 3,5 км у довжину, і близько 350 м у ширину. Суворо охоронювана частина островів займає площу 52 га.
Клімат помірно-континентальний, посушливий. Літо сухе, спекотне, зима м'яка, малосніжна з частими відлигами. В особливо суворі зими протоки між островами і Кримом замерзають.

## Фауна островів
Найбільшим різноманіттям відзначається орнітофауна островів під час прольоту птахів. Численними тут є крижень, чирки свистунок і велика чирянка, свищ, шилохвіст. Кількість птахів цих видів сягає 30-45 тис. На весняному прольоті біля островів зосереджується 7-8 тис. лисок, 2-4 тис. особин гуски сірої та великої білолобої. Біля островів щорічно линяє 6-8 тис. крижнів, до 5 тис. лебедів-шипунів, близько 6 тис. лисок. У роки з м'якою зимою велика кількість птахів залишається тут на зимівлю. У різні роки тут буває 10-30 тис. качок (крижень, чирок-свистунок, свищ, шилохвіст, галагаз, чернь морська, чубата, червонодзьоба і червоновола, крохаль великий та довгоносий, гоголь, луток), до 2 тис. гусей (гуска сіра та велика білолоба), до 2 тис. лисок, більше 1 тис. мартинів, понад 2,5 тис. лебедів (лебідь-кликун, лебідь-шипун). Щороку гніздиться від 11 до 15 тис. птахів: мартин жовтоногий, реготун чорноголовий, чеграва, крижень, галагаз, баклан великий. Тут знаходиться велика колонія голенастих, мешканцями якої є чапля сіра, чаплі велика білі та мала біла, коровайка.
У зоні Лебединих островів зустрічається значна кількість видів морських риб, серед них морська лисиця та морський кіт, деякі види осетрових. Із земноводних мешкають ропуха та жаба озерна, з плазунів — ящірка прудка, вужі звичайний і водяний, із ссавців — їжак, білозубка мала, нетопир Натузіуса, ховрах малий, хом'як звичайний, тушканчик великий, хом'ячок сірий тощо.

## Флора островів
Що стосується ботанічних досліджень, то перші відомості про рослинність даного району були зібрані в 1961—1962 рр. Повторне дослідження було проведено в 1973 р. і далі продовжено В. П. Косгіною (Дідух, та ін. , 1979). В 60-х роках були складені каргосхеми рослинності островів. Починаючи з 80-х років в Криму проводиться вивчення рослинності на основі еколого-флористичного підходу.
Згідно з картою рослинного покриву Криму складеною Н. І. Рубцовим та ін. (1966), угіддя Каркінітської затоки відносяться до підзони опустелених степів, комплекс яких складався з полиново-житнякових, полиново-типчакових, полиново-типчаково-ковилових угруповань, полиново-типчакових і полиново-житнякових в поєднанні з солянковою та галофітною рослинністю, а також галофітних угруповань. Більша частина степів вже тоді була розорана під зернові культури, сади і виноградники. Решта ділянок природної рослинності використовувалась під пасовища.